# Lophotus
Lophotus is een geslacht van straalvinnige vissen uit de familie van lintvissen (Lophotidae).

## Soorten
- Lophotus capellei Temminck & Schlegel, 1845
- Lophotus lacepede Giorna, 1809
- Lophotus guntheri Johnston, 1883